# Barsbese
Barsbese (1899-ig Besse, szlovákul Beša) község Szlovákiában, a Nyitrai kerület Lévai járásában.

## Fekvése
Lévától 20 km-re délnyugatra, a Garammenti-dombságon fekszik. Kullantó (Kulantovo) és Baracska (Malá Baračka) tartozik hozzá.

## Élővilága
A faluban evidálnak egy potenciális gólyafészket.

## Története
A falu területén a kőkorszaktól fogva éltek emberek. Ezt igazolják azok a gazdag régészeti leletek, melyek a kőkorból és a római-barbár korszakból származnak.
Bese községet 1292-ben említik először. Első temploma a pápai tizedjegyzék szerint már a 14. században állt. 1470-ben a Bessey család volt a birtokosa. 1573-ban a török dúlta fel a községet. 1634-ben bár a töröknek adózott és az esztergomi pasának szolgált, a török mégis felégette a falu nagy részét. A települést 1600 és 1800 között a Tajnay, Mór, Demeter, Lüley, Zavadszky, Kusztos, Pompos, Kálnay, Ágh, Szunyogh, Póka, Bercsényi, Hunyadi, Kelecsényi, Csányi, Varga és Dilles családok birtokolták. Lakói főként mezőgazdasággal, szőlőtermesztéssel foglalkoztak.
Első katolikus iskolája 1775-ben, az első kálvinista iskola 1792-ben épült fel. 1902-ben a falu közepén pinceásás közben mamutcsontvázat találtak, mely a Szlovák Nemzeti Múzeumba került.
Vályi András szerint "BESE. Elegyes falu Bars Vármegyében, birtokosai külömbféle Urak, lakosai katolikusok, fekszik Verebélytöl más fél mértföldnyire, az Esztergomi Érsekségben, termésbéli tulajdonságai ollyanok, mint Bellegnek, első Osztálybéli."
Fényes Elek szerint "Besse, magyar-tót falu, Bars vgyében, 340 kath., 181 ref. lak. Kat. paroch., és ref. filial. templomok. Legelője, földje igen jó; bora, fája, gyümölcse elég. F. u. gr. Hunyady, sat. Ut. p. Verebély."
A trianoni békeszerződésig Bars vármegye Verebélyi járásához tartozott. 1938 és 1945 között ismét Magyarország része.

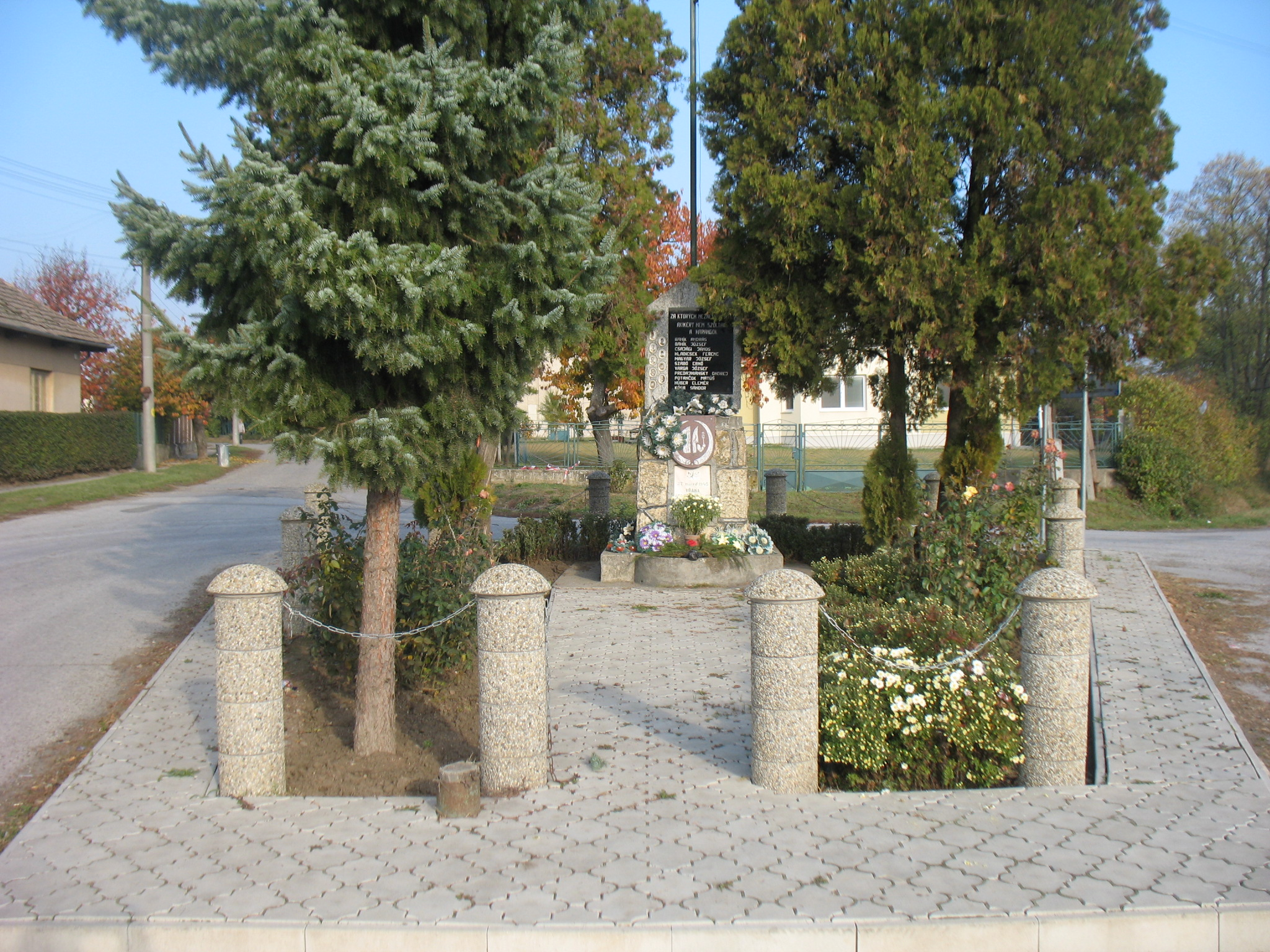
Barsbese háborús emlékmű

A községhez tartozott Setétkút külterületi lakott hely, melyből 1927-ben Jesenské néven új község alakult. Ez a település az első bécsi döntés után, 1939-ben megszűnt és újból Barsbese községhez került, mint annak külterületi lakott helye. 1945-től Jesenské Údolie néven rövid ideig önálló község, majd 1992-ig ismét Barsbeséhez csatolták.

## Népessége
| Év:            | 1994. | 2004.   | 2014.   | 2024.   |
| -------------- | ----- | ------- | ------- | ------- |
| Emberek száma: | 704   | 666     | 650     | 635     |
| Eltérés:       |       | -5,39 % | -2,40 % | -2,30 % |

| Év:            | 2023. | 2024.   |
| -------------- | ----- | ------- |
| Emberek száma: | 626   | 635     |
| Eltérés:       |       | +1,43 % |

Plébánossága idején Lulicsek Izidor szerzett érdemeket a település visszamagyarosításában,
1880-ban 442 lakosából 427 magyar és 5 szlovák anyanyelvű.
1890-ben 473 lakosából 453 magyar és 19 szlovák anyanyelvű. Ebből 249 római katolikus, 199 református, 22 izraelita és 3 evangélikus vallású.
1900-ban 518 lakosából 455 magyar és 52 szlovák anyanyelvű.
1910-ben 545 lakosából 521 magyar, 15 szlovák és 9 egyéb anyanyelvű. Ebből 311 római katolikus, 213 református és 21 izraelita vallású.
1921-ben 626 lakosából 589 magyar és 19 csehszlovák. Ebből 400 római katolikus, 215 református, 10 izraelita és 1 egyéb vallású.
1930-ban 844 lakosából 424 magyar és 276 csehszlovák. Ebből 402 római katolikus, 192 református, 122 evangélikus és 14 izraelita vallású.
1941-ben 878 lakosából 809 magyar, 68 szlovák és 1 egyéb nemzetiségű.
1970-ben 1099 lakosából 504 magyar és 590 szlovák volt.
1980-ban 946 lakosából 383 magyar és 559 szlovák volt.
1991-ben 764 lakosából 414 szlovák, 308 magyar, 40 cigány és 2 cseh volt. Ebből 385 római katolikus, 228 evangélikus, 7 görög katolikus, 66 nem vallásos és 78 egyéb vallású.
2001-ben 669 lakosából 356 szlovák (317 anyanyelvű), 269 magyar (311 anyanyelvű) és 37 cigány volt. Ebből 357 római katolikus, 155 református, 36 evangélikus, 10 jehovista, 6 görög katolikus és 100 nem vallásos.
2011-ben 650 lakosából 252 magyar, 363 szlovák, 2-2 ukrán és cseh és 31 ismeretlen nemzetiségű. Ebből 367 római katolikus, 139 református, 25 evangélikus, 14 jehovista, 5 görög katolikus, 53 nem vallásos és 43 ismeretlen vallású.
2021-ben 635 lakosából 188 (+13) magyar, 14 (+2) cigány, 1 ruszin, 398 (+12) szlovák, 8 egyéb és 26 ismeretlen nemzetiségű volt.

## Híres személyek
- Itt szolgált Lulicsek Izidor (1835–1909) esperes, plébános.
- Itt szolgált Zelenyák János (1860–1929) római katolikus pap, politikus, természetgyógyász, a szegény nép „ingyenorvosa”.

## Nevezetességei

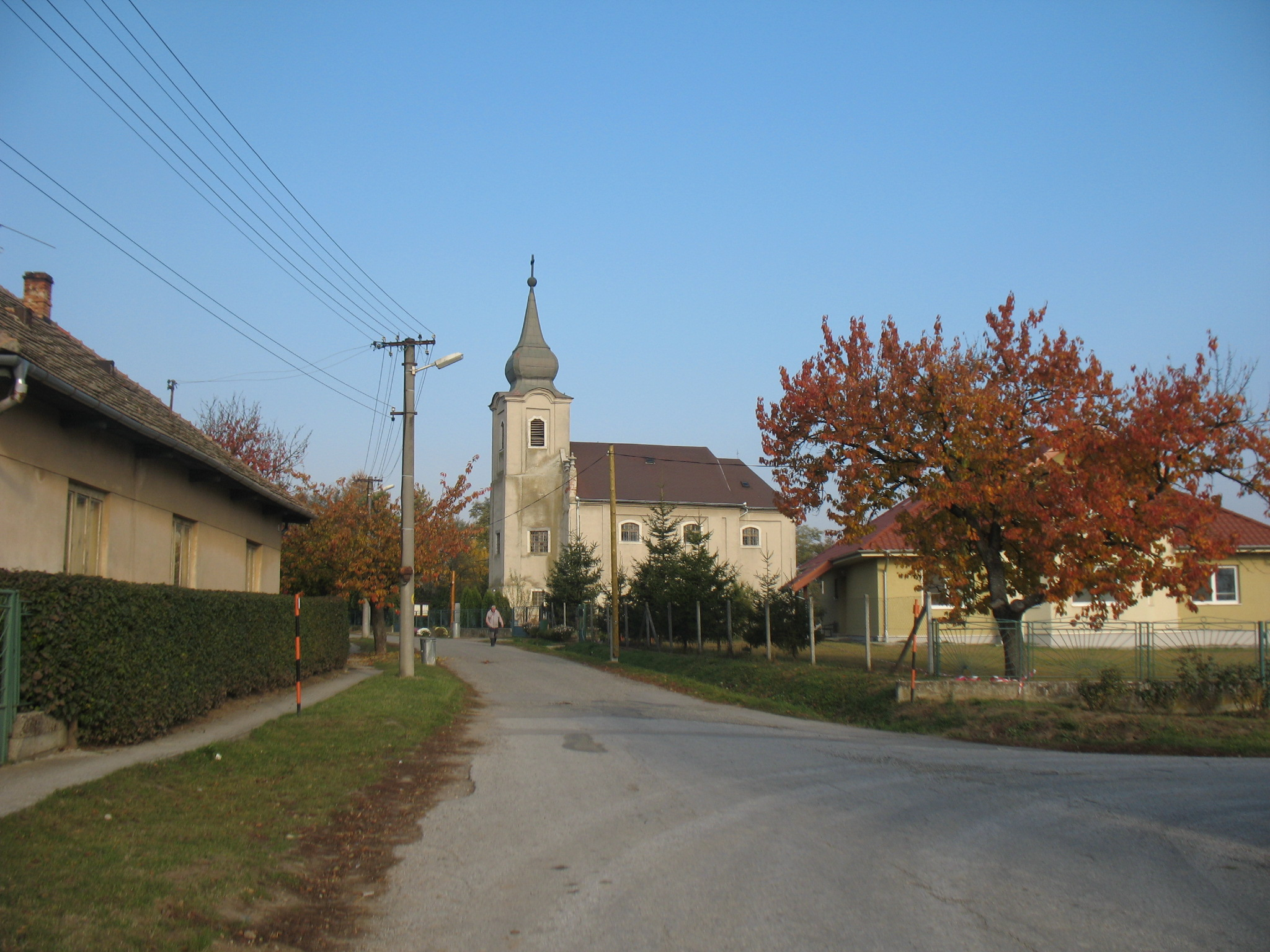
A katolikus templom
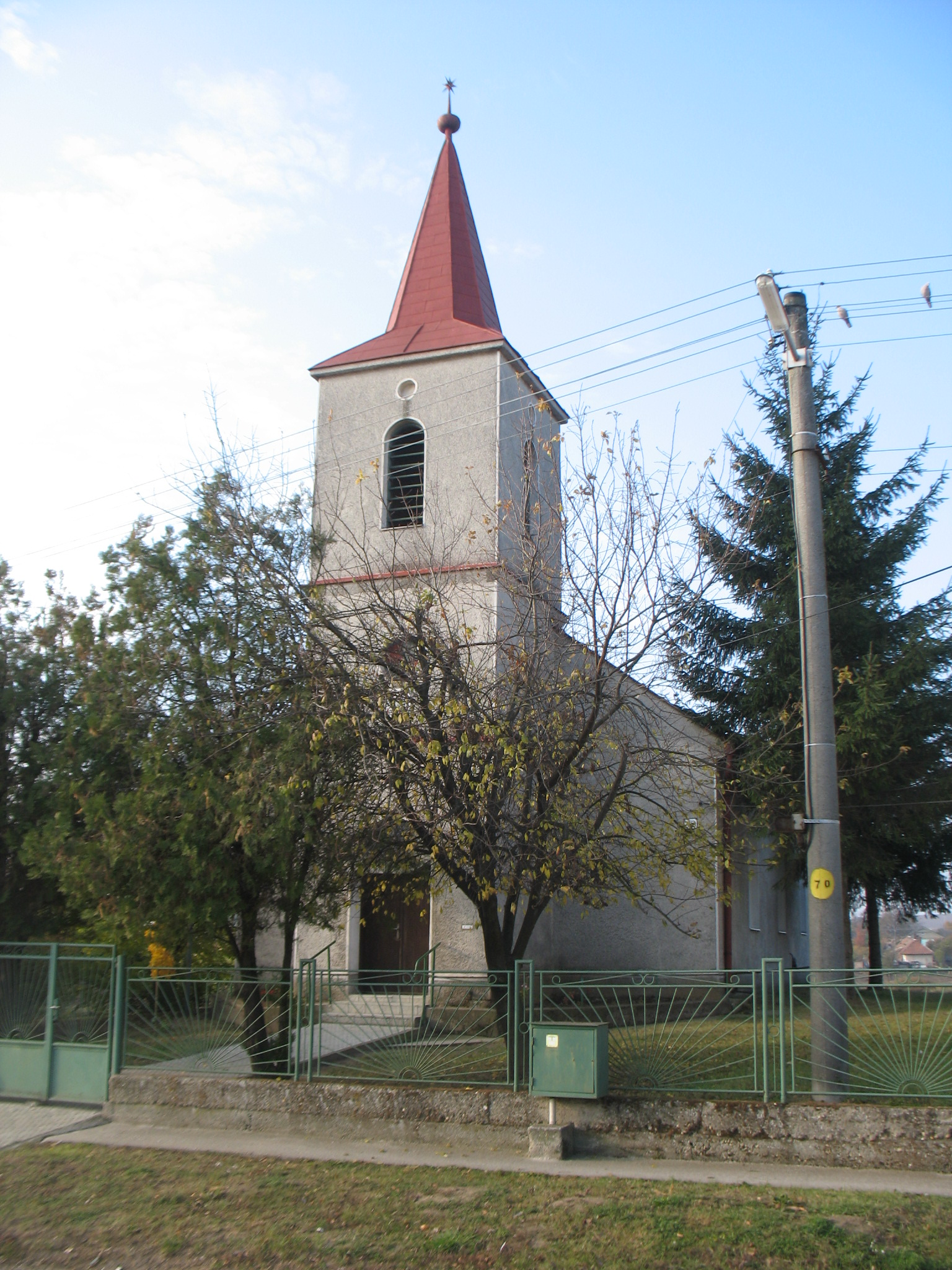
A református templom

- Szent Anna tiszteletére szentelt római katolikus temploma 1770-ben épült, 1903-ban megújították.
- A református gyülekezet 1896-ban szentelte fel első templomát.[10] Mai református temploma 1963-ban épült. Faharanglábjukban 1828-as harang volt.[11]